# Emiliano García
Emiliano García, vollständiger Name Emiliano Martín García Tellechea, (* 26. November 1989 oder 14. Januar 1990 in Montevideo) ist ein uruguayischer Fußballspieler.

## Karriere
Der 1,84 Meter große Defensivakteur García stand zu Beginn seiner Karriere von der Saison 2009/10 bis August 2012 in Reihen des Club Atlético Cerro. Dort absolvierte er in diesem Zeitraum insgesamt 27 Partien in der Primera División und erzielte zwei Tore (2009/10: 7 Spiele / 0 Tore; 2010/11: 15/2; 2011/12: 5/0). Während seiner Zeit bei Cerro wurde er wegen Beteiligung an einer Schlägerei anlässlich der am 6. Mai 2012 ausgetragenen Erstliga-Begegnung zwischen den Vereinen Cerro Largo FC und Club Atlético Cerro im Juli 2012 gemeinsam mit insgesamt zehn weiteren Profifußballspielern von der uruguayischen Justiz angeklagt. Dies waren Pablo Bentancur, Andrés Ravecca, Mathías Rolero, Marcos Otegui, Gonzalo Viera, César Faletti, Óscar Morales, Marcel Román, Gustavo Varela und Carlos Figueredo. Gegen Washington Camacho richtete sich in diesem Zusammenhang zudem eine Anklage wegen Körperverletzung. Im August 2012 wechselte er nach Portugal zu Nacional Funchal. In der Primeira Liga wurde er dort allerdings nicht eingesetzt. Ende Februar 2013 kehrte er nach Uruguay zurück und spielte fortan für den Zweitligisten Boston River. In der Spielzeit 2013/14 weist die Statistik bei den Montevideanern für ihn 26 Spiele und ein Tor in der Segunda División aus. Zur Apertura 2014 schloss er sich dem Erstligaaufsteiger Rampla Juniors an und wurde bis zum Ende dieser Hinrunde 14-mal (kein Tor) in der höchsten uruguayischen Spielklasse eingesetzt. In den ersten Februartagen 2015 wechselte er zum argentinischen Erstligisten CA Colón. Bei den Argentiniern absolvierte er ein Erstligaspiel (kein Tor). Im Juli 2016 kehrte er zu den erneut in die Primera División aufgestiegenen Rampla Juniors zurück. Zwölf Erstligaeinsätzen (kein Tor) in der Saison 2016 folgten 20 (drei Tore) in der Spielzeit 2017. Anfang Juli 2017 verpflichtete ihn Guayaquil City FC. Für die Ecuadorianer bestritt er bislang (Stand: 23. Juli 2017) eine Ligapartie (kein Tor).